# Beaver Dam (hrabstwo Dodge)
Beaver Dam – miasto w Stanach Zjednoczonych, w stanie Wisconsin, w hrabstwie Dodge.